# Homalomelas gracilipes
Homalomelas gracilipes är en skalbaggsart som först beskrevs av Charles Christopher Parry 1849.  Homalomelas gracilipes ingår i släktet Homalomelas och familjen långhorningar.
Artens utbredningsområde är Sri Lanka. Inga underarter finns listade i Catalogue of Life.